# 関ジャニ'sエイターテインメント GR8EST
- SUPER EIGHTのライブ一覧 > KANJANI'S EIGHTERTAINMENT GR8EST
- GR8EST > KANJANI'S EIGHTERTAINMENT GR8EST
- GR8EST > 関ジャニ'sエイターテインメント GR8EST

『KANJANI'S EIGHTERTAINMENT GR8EST』（カンジャニズ エイターテインメント グレイテスト）は、2018年7月15日から同年11月18日にかけて開催された関ジャニ∞のライブツアー。『関ジャニ'sエイターテインメント GR8EST』（読み同じ）のタイトルで、2019年1月23日にINFINITY RECORDSから18枚目のライブDVD/Blu-rayとして発売された。

## 概要

### ライブツアー
- 本ツアーは、2018年7月15日から同年11月18日にかけて開催された、自身の2ndベストアルバム『GR8EST』を引っさげたライブツアーである[11][12][13][14][15][16][17]。
- 前回のツアー『関ジャニ'sエイターテインメント ジャム』から約1年振り、2年連続2度目の夏の5大ドームツアーであり、6年連続通算7度目の5大ドームツアーである[12][13]。
- 2018年7月9日（8日深夜）にメンバーの渋谷すばるが関ジャニ∞としての活動を終えた[注 7]ため[20][21][22][23]、6人体制初のツアーとなった[24][25][26][27][28][29][30]。
- 同年4月9日にメンバーの安田章大が、2017年2月に行った髄膜腫の摘出手術の影響と思われる立ちくらみが原因で転倒し、胸椎と腰椎を椎体骨折していた[31][32][33]為、完治には至っていない状態だが、ダンス等の激しいパフォーマンスは控え、ギターとボーカルに専念する形で本ツアーに出演した[34][35][36]。
  - 尚、この様な措置をとっても、骨折の痛みに苦しむ安田の様子が、本項映像作品のDVD初回限定盤の特典映像「ツアーメイキング映像」に収録されている。
- ドームツアーは全13公演で約61万人[注 8][14][15][37]、海外公演は全2公演で約2万2000人[38][39][40]、振替公演・凱旋公演は全2公演で約9万人[16][17]、全日程では、全17公演で計72万人を動員した。
  - 本ツアーをもって、自身が開催した通算ドーム公演数が120回を突破した[12]。
- 本ツアーでは、前半はロックバンドとして演奏のみのライブ[注 9]、後半はバラエティ映像やダンス等のエンターテインメントを全面に打ち出したライブと言った、2部構成で行われ[16][17]、これまでバンドで渋谷とツインボーカルを務めていた錦戸亮がセンターでボーカルを担当し[27][30]、前述のベストアルバム『GR8EST』の収録曲を中心に、過去のユニット曲や6人体制初の新曲「ここに」等、全31曲を披露した[14][15][16][17]。
- 本ツアーのリハーサルは、渋谷のパートの引き継ぎと安田の骨折の影響により、同年4月末からこれまでのライブの倍以上の時間を要して行われた[24][25][27][28][29]。
- 6人体制初のライブであり、本ツアーの初日である、同年7月15日の北海道・札幌ドーム公演では、6人体制初のシングルである41stシングル『ここに』の発売を発表し、初披露した[24][25][26][27]。
  - 同公演にて、錦戸は「正直、見慣れない景色でしょ? 僕らもそうです。でも、それは彼がいた証でもある」とファンを気遣い、「この公演が終わるころには、皆さんが少しでもなじめるような関ジャニ∞でいられればいいなと思います」と意気込みを語った[24][25][30]。
  - また、横山裕は、「すばるは男としての決断をしましたけど、僕たちはあいつに、絶対負けません。これからも前を向いて、信じて、歩いて、突っ走っていきます」と関ジャニ∞としての自信を示した[26][27][27]。
- 同年8月23日に開催予定だった、大阪・京セラドーム大阪公演が、台風20号の影響により開催中止となった[41][42][43]。これにより、同年11月17日に振替公演が同会場で開催された[44][45][46][16][17]。

- 同年9月7日、本ツアーの東京・東京ドーム公演にて、東京スカパラダイスオーケストラがサプライズ出演し、ベストアルバム『GR8EST』で共演した「無責任ヒーロー」を2組のバンド、総勢15人でセッションを披露した[14][15][37]。
  - このセッションの模様は、本項映像作品のDVD初回限定盤の特典映像「ツアーメイキング映像」にセッションのメイキング映像と共に一部収録されている。
- 同年9月9日、自身の冠番組であるテレビ朝日系『関ジャム 完全燃SHOW』にて、本ツアーの東京ドーム公演で披露された「ここに」がフルコーラスで放送された[47]。
  - 尚、「ここに」は同番組の放送当時のエンディングテーマでもある[47]。
- 同年9月22日・23日、『KANJANI'S EIGHTERTAINMENT GR8EST in Taipei』のタイトルで、自身初の海外公演である本ツアーの台湾公演が開催された[48][49][50][38][51]。

- 同年11月17日・18日、前述の台風で中止となった公演の振替公演と、海外公演の凱旋公演が開催された[16][17][19]。

#### 大阪公演の中止・延期
- 2018年8月23日に開催予定だった、大阪・京セラドーム大阪公演1日目が、台風20号の影響により開催中止となった[41][42][43]。
  - これは、台風20号の影響で、同公演終演後の交通機関の乱れが案内されており、観客の帰宅が困難になることが予想される事から中止の発表となった[41][42][43]。
- 公演中止に伴い、会場でのグッズ販売も同日16時で終了された[41][42][43]。
- 同日には、横山が木曜レギュラーとして出演している日本テレビ系『ヒルナンデス!』にて、横山本人から「このあと大阪でコンサートの予定だったんですが、残念ながら夜につれて天候が大荒れなので中止になりました。ファンの皆さまには大変申し訳なく思ってます」と中止を報告した[41][43]。
- 同公演の振替公演は、同年11月17日に、同じ京セラドーム大阪で開催された[44][45][46][16][17]。

#### 台湾公演
- 本公演は、2018年9月22日・23日の2日間に渡って、台湾・台北市の台北アリーナで、『KANJANI'S EIGHTERTAINMENT GR8EST in Taipei』のタイトルで開催された[52][53][51][54][55]。
- 2日間で計2万2000人を動員した[38][39][40]。

#### 振替公演・凱旋公演
- 本公演は、2018年11月17日・18日の2日間に渡って、大阪・京セラドーム大阪で開催された[16][17][19]。
- 2日間で計9万人を動員した[16][17]。
- 1日目公演は、台風による同年8月23日の京セラドーム大阪公演の中止に伴い、同会場での振替公演として開催された[14][37][45][46][16][17]。
- 2日目公演は、自身初の海外公演である『KANJANI'S EIGHTERTAINMENT GR8EST in Taipei』の成功に伴い、凱旋公演として開催された[45][46][16][19][17]。
- 本公演では、同年9月までのドームツアーとはセットリストや演出が一部異なっている[16][19][17]。
- 本項映像作品のDVD初回限定盤の特典映像「ツアーメイキング映像」には本公演の模様は収録されていないが、同形態の特典映像「MCダイジェスト」には、本公演のMC部分のダイジェスト映像が収録されている。

### 映像作品
- 前作『関ジャニ'sエイターテインメント ジャム』から約10か月振りのリリース。
- 本作はDVD初回限定盤、DVD通常盤、Blu-ray盤の3形態で発売。
- 本作には、2018年9月16日に開催された福岡・福岡ヤフオク!ドーム公演2日目を収録[18][16][19]。
- DVD初回限定盤・Blu-ray盤には特典映像を収録した特典DVDまたはBlu-rayを付属。
  - DVD初回限定盤には、6人体制初披露となった、札幌ドーム公演のダイジェスト映像や東京スカパラダイスオーケストラがサプライズ出演した東京ドーム公演を始めとした、本項ツアーのメイキング映像や、各会場のMCダイジェスト映像を収録[18][16][19]。
  - Blu-ray盤には、ツアーで行われた企画映像「Kura Tik」や「KING作文」に加え、「KING作文」の罰ゲーム「6人で迎える初夜 全員揃ってガチ寝〜出来たらロケは終了〜」、更に全6曲のマルチアングルを収録[18][16][19]。
- DVD初回限定盤には、前作に引き続き、先着購入特典として、オリジナル手帳『KANJANI∞ SCHEDULE BOOK 2019』を封入[56][57]。
- 本作をもって関ジャニ∞の映像作品が初めて『関ジャニ∞アプリ』に対応した[18]。
- 2018年12月21日、本作のジャケット写真と『KANJANI∞ SCHEDULE BOOK 2019』の絵柄が公開された[56][57]。
- 同年12月21日・29日・2019年1月1日、それぞれ本作のトレーラー映像が公開された[58][59][60]。

#### 各形態概要
| 特典内容                                                 | 形態          |
| -------------------------------------------------------- | ------------- |
| 特典DVD（詳細は「#DVD初回限定盤」を参照）                | DVD初回限定盤 |
| 関ジャニ'sエイターテインメント GR8EST特製GOLD BOX仕様    | DVD初回限定盤 |
| KANJANI∞ SCHEDULE BOOK 2019                              | DVD初回限定盤 |
| 「ライブフォトブック」（2冊、札幌28P・福岡28P）          | DVD初回限定盤 |
| 歌詞カード                                               | DVD初回限定盤 |
| 関ジャニ'sエイターテインメント GR8EST特製GOLD JACKET仕様 | DVD通常盤     |
| 歌詞カード                                               | DVD通常盤     |
| 特典Blu-ray（詳細は「#Blu-ray盤」を参照）                | Blu-ray盤     |
| 関ジャニ'sエイターテインメント GR8EST特製GOLD JACKET仕様 | Blu-ray盤     |
| 歌詞カード                                               | Blu-ray盤     |

## 公演日程
| ライブタイトル                                       | 年                                                   | 月                                                   | 日                                                   | 開演時間                                             | 会場                                                 |
| 5大ドームツアー（2018年7月15日 - 9月16日、全13公演） | 5大ドームツアー（2018年7月15日 - 9月16日、全13公演） | 5大ドームツアー（2018年7月15日 - 9月16日、全13公演） | 5大ドームツアー（2018年7月15日 - 9月16日、全13公演） | 5大ドームツアー（2018年7月15日 - 9月16日、全13公演） | 5大ドームツアー（2018年7月15日 - 9月16日、全13公演） |
| ---------------------------------------------------- | ---------------------------------------------------- | ---------------------------------------------------- | ---------------------------------------------------- | ---------------------------------------------------- | ---------------------------------------------------- |
| KANJANI'S EIGHTERTAINMENT GR8EST                     | 2018年                                               | 7月                                                  | 15日                                                 | 17:00                                                | 札幌ドーム（北海道）                                 |
| KANJANI'S EIGHTERTAINMENT GR8EST                     | 2018年                                               | 7月                                                  | 21日                                                 | 18:00                                                | ナゴヤドーム（愛知県）                               |
| KANJANI'S EIGHTERTAINMENT GR8EST                     | 2018年                                               | 7月                                                  | 22日                                                 | 18:00                                                | ナゴヤドーム（愛知県）                               |
| KANJANI'S EIGHTERTAINMENT GR8EST                     | 2018年                                               | 7月                                                  | 23日                                                 | 18:00                                                | ナゴヤドーム（愛知県）                               |
| KANJANI'S EIGHTERTAINMENT GR8EST                     | 2018年                                               | 8月                                                  | 23日                                                 | 19:00                                                | 京セラドーム大阪（大阪府）                           |
| KANJANI'S EIGHTERTAINMENT GR8EST                     | 2018年                                               | 8月                                                  | 24日                                                 | 19:00                                                | 京セラドーム大阪（大阪府）                           |
| KANJANI'S EIGHTERTAINMENT GR8EST                     | 2018年                                               | 8月                                                  | 25日                                                 | 17:00                                                | 京セラドーム大阪（大阪府）                           |
| KANJANI'S EIGHTERTAINMENT GR8EST                     | 2018年                                               | 8月                                                  | 26日                                                 | 17:00                                                | 京セラドーム大阪（大阪府）                           |
| KANJANI'S EIGHTERTAINMENT GR8EST                     | 2018年                                               | 9月                                                  | 6日                                                  | 18:30                                                | 東京ドーム（東京都）                                 |
| KANJANI'S EIGHTERTAINMENT GR8EST                     | 2018年                                               | 9月                                                  | 7日                                                  | 18:30                                                | 東京ドーム（東京都）                                 |
| KANJANI'S EIGHTERTAINMENT GR8EST                     | 2018年                                               | 9月                                                  | 8日                                                  | 18:30                                                | 東京ドーム（東京都）                                 |
| KANJANI'S EIGHTERTAINMENT GR8EST                     | 2018年                                               | 9月                                                  | 9日                                                  | 18:30                                                | 東京ドーム（東京都）                                 |
| KANJANI'S EIGHTERTAINMENT GR8EST                     | 2018年                                               | 9月                                                  | 15日                                                 | 17:00                                                | 福岡ヤフオク!ドーム（福岡県）                        |
| KANJANI'S EIGHTERTAINMENT GR8EST                     | 2018年                                               | 9月                                                  | 16日                                                 | 17:00                                                | 福岡ヤフオク!ドーム（福岡県）                        |
| 台湾公演（2018年9月22日・23日、全2公演）             |                                                      |                                                      |                                                      |                                                      |                                                      |
| KANJANI'S EIGHTERTAINMENT GR8EST in Taipei           | 2018年                                               | 9月                                                  | 22日                                                 | 19:00                                                | 台北アリーナ（台湾・台北市）                         |
| KANJANI'S EIGHTERTAINMENT GR8EST in Taipei           | 2018年                                               | 9月                                                  | 23日                                                 | 17:00                                                | 台北アリーナ（台湾・台北市）                         |
| 振替公演・凱旋公演（2018年11月17日・18日、全2公演）  |                                                      |                                                      |                                                      |                                                      |                                                      |
| KANJANI'S EIGHTERTAINMENT GR8EST                     | 2018年                                               | 11月                                                 | 17日                                                 | 19:00                                                | 京セラドーム大阪（大阪府）                           |
| KANJANI'S EIGHTERTAINMENT GR8EST                     | 2018年                                               | 11月                                                 | 18日                                                 | 19:00                                                | 京セラドーム大阪（大阪府）                           |

## 販売形態
- 発売日：2019年1月23日
  - DVD初回限定盤（JABA-5255~5258：4DVD）
    - 関ジャニ'sエイターテインメント GR8EST特製GOLD BOX仕様
    - 『ライブフォトブック』2冊（札幌28P・福岡28P）封入
    - 「KANJANI∞ SCHEDULE BOOK 2019」封入（先着購入特典）
    - 『歌詞カード』封入

  - DVD通常盤（JABA-5259~5260：2DVD）
    - 関ジャニ'sエイターテインメント GR8EST特製GOLD JACKET仕様（初回プレス分のみ）
    - 『歌詞カード』封入

  - Blu-ray盤（JAXA-5077~5078：2Blu-ray）
    - 5.1chサラウンド収録（Disc 1のみ）
    - 関ジャニ'sエイターテインメント GR8EST特製GOLD JACKET仕様（初回プレス分のみ）
    - 『歌詞カード』封入

## 収録内容

### 本編映像（セットリスト）
※ 各DVD盤は、Disc 1にM-1~12、Disc 2にM-13以降を収録。
1. 応答セヨ
2. ここにしかない景色
3. NOROSHI
4. 言ったじゃないか
5. なぐりガキBEAT
6. ココロ空モヨウ
7. Heavenly Psycho
8. BJ
9. ズッコケ男道
10. 無責任ヒーロー
11. LIFE〜目の前の向こうへ〜
12. オモイダマ

＜MC＞
＜企画映像「Kura Tik」＞
1. 今
2. へそ曲がり
3. ER2
4. がむしゃら行進曲
5. わたし鏡 / 安田章大
6. torn / 錦戸亮・大倉忠義
7. パンぱんだ / 横山裕・丸山隆平
8. LOVE & KING / TAKATSU-KING

＜企画映像「KING作文ルーレット」＞
1. ひびき
2. 涙の答え
3. キング オブ 男!
4. 罪と夏
5. CloveR
6. 前向きスクリーム!
7. 大阪ロマネスク

＜アンコール＞
1. Sweet Parade
2. パノラマ
3. あおっぱな
4. ここに

＜エンドロール＞
- ここに "関ジャニ'sエイターテインメント GR8EST" Remix

### 特典映像

#### DVD初回限定盤
| #         | タイトル                         | 作詞   | 作曲・編曲 | 時間   |
| --------- | -------------------------------- | ------ | ---------- | ------ |
| 1.        | 「ツアーメイキング映像」(Disc 3) |        |            | 84:51  |
| 2.        | 「MCダイジェスト」(Disc 4)       |        |            | 137:46 |
| 合計時間: | 合計時間:                        | 222:37 |            |        |

#### Blu-ray盤
| #         | タイトル                         | 作詞  | 作曲・編曲 | 時間 |
| --------- | -------------------------------- | ----- | ---------- | ---- |
| 1.        | 「Heavenly Psycho」              |       |            | 4:25 |
| 2.        | 「BJ」                           |       |            | 4:45 |
| 3.        | 「LIFE〜目の前の向こうへ〜」     |       |            | 4:25 |
| 4.        | 「今」                           |       |            | 3:51 |
| 5.        | 「パンぱんだ」(横山裕・丸山隆平) |       |            | 3:21 |
| 6.        | 「ひびき」                       |       |            | 3:43 |
| 7.        | 「大阪ロマネスク」               |       |            | 4:51 |
| 合計時間: | 合計時間:                        | 29:21 |            |      |

| #         | タイトル                                                                                           | 作詞   | 作曲・編曲 | 時間  |
| --------- | -------------------------------------------------------------------------------------------------- | ------ | ---------- | ----- |
| 1.        | 「Kura Tik（本編企画映像）」(全4バージョン)                                                        |        |            | 17:56 |
| 2.        | 「Kura Tik（「Kura Tik」部分のみ）」(全8バージョン)                                                |        |            | 2:27  |
| 3.        | 「KING作文ルーレット」(全13バージョン)                                                             |        |            | 40:54 |
| 4.        | 「6人で迎える初夜 全員揃ってガチ寝〜出来たらロケは終了〜」(「KING作文ルーレット」罰ゲーム企画映像) |        |            | 78:45 |
| 合計時間: | 合計時間:                                                                                          | 140:02 |            |       |

| #         | タイトル                                       | 作詞 | 作曲・編曲 | 時間 |
| --------- | ---------------------------------------------- | ---- | ---------- | ---- |
| 1.        | 「アイスクリーム」(@関ジャニ∞ 安田章大×♪)      |      |            | 0:16 |
| 2.        | 「アイスクリーム」(@関ジャニ∞ 錦戸亮×♪)        |      |            | 0:12 |
| 3.        | 「大倉の手にみんなのアゴ乗せ①」(@関ジャニ∞×♪)  |      |            | 0:26 |
| 4.        | 「イッツ マイ ソウル」(@関ジャニ∞ 村上&横山×♪) |      |            | 0:17 |
| 5.        | 「愛でした。」(@関ジャニ∞ 大倉忠義×♪)          |      |            | 0:15 |
| 6.        | 「大倉の手にみんなのアゴ乗せ②」(@関ジャニ∞×♪)  |      |            | 0:27 |
| 7.        | 「バッキバキ体操 第一」(@関ジャニ∞ 大倉忠義×♪) |      |            | 0:17 |
| 8.        | 「バッキバキ体操 第一」(@関ジャニ∞ 丸山隆平×♪) |      |            | 0:17 |
| 合計時間: | 合計時間:                                      | 2:27 |            |      |